# Hexensalbe
Unter dem Ausdruck Hexensalbe oder Flugsalbe versteht man eine Salbe oder Paste, mit der sich im Spätmittelalter und zur Zeit der frühneuzeitlichen Hexenverfolgungen Menschen (meist als Hexen bezeichnete Frauen) eingerieben haben sollen, um zum Hexensabbat zu fliegen. Der Glaube an eine derartige Zubereitung beruht auf antiken Traditionen und daraus im Spätmittelalter abgeleiteten scholastischen Vorstellungen. Die Existenz einer solchen und zu diesem Zweck angewandten Salbe war bereits im 16. Jahrhundert umstritten. Als Hexensalbe werden zudem aus psychoaktiven Substanzen (Hexendrogen, vor allem von Nachtschattengewächsen) hergestellte, salbenförmige Zubereitungen genannt, deren Anwendung Halluzinationen oder wahnhafte Träume verursachen kann, für deren realen Gebrauch als Rauschdroge des Mittelalters und der Frühen Neuzeit jedoch ebenfalls keine Beweise vorliegen.

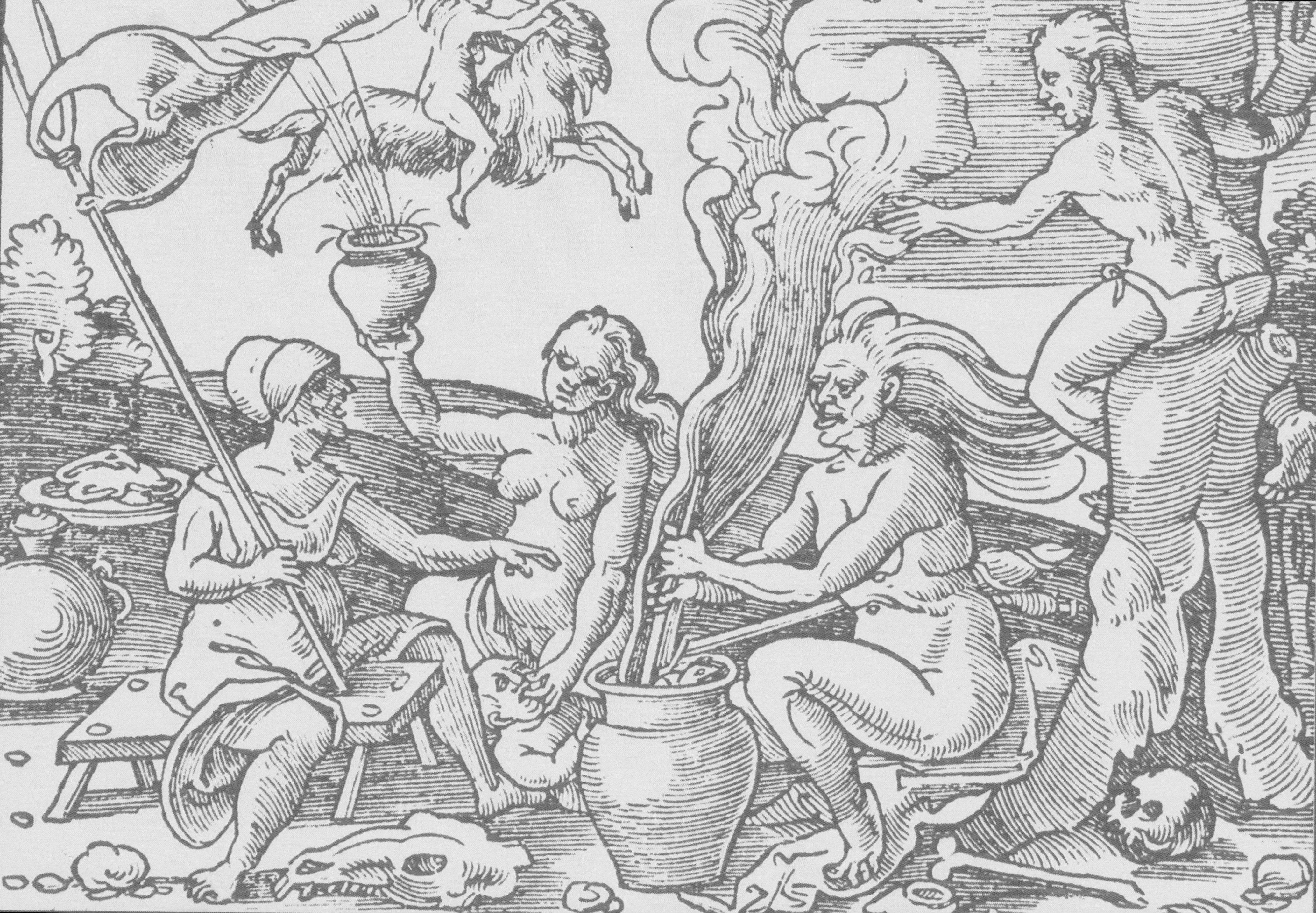
Zubereitung der Hexensalbe, Darstellung von 1571

## Antike
Aus der Antike sind zwar keine solchen Salbenrezepte überliefert, aber in der Dichtung finden sich zwei Erwähnungen einer Substanz, die offenbar Flugfähigkeit verlieh und die man als Vorläufer der spätmittelalterlichen Hexensalben verstehen könnte:
Der Dichter Homer erwähnt in der Ilias (im Kapitel II, XIV), dass die Göttin Hera sich mit Ambrosia einsalbte, um zu Zeus auf den Idaberg zu gelangen. Homer schreibt, dass sie „[…] über die obersten Gipfel und nie die Erde berührend […]“ zu Zeus gekommen sei, und dass dieser sehr verwundert gewesen sei, wie schnell sie die Strecke überwunden habe.
Eine zweite Erwähnung einer Substanz, die ähnliche Fähigkeiten verlieh, findet sich in dem Roman Metamorphosen des römischen Schriftstellers Apuleius: Der Held des Romans – Lucius – berichtet von den magischen Fähigkeiten der Hexen aus Thessalien, die nicht nur die Fähigkeit besessen hätten, Alraunmännchen zu beleben, um sie Schaden anrichten zu lassen, sondern auch ihre eigene Gestalt wandeln und „ausfahren“ (also fliegen) konnten. Im Text heißt es, dass die Hexe Pamphile sich nackt auszog, eine Büchse mit Salbe zur Hand nahm und sich von Kopf bis Fuß damit einrieb.

„Darauf rüttelt sie alle ihre Glieder. Diese sind kaum in wallender Bewegung, als daraus schon weicher Flaum hervortreibt. In einem Augenblick sind auch starke Schwungfedern gewachsen, hornig und krumm ist die Nase; die Füße sind in Krallen zusammengezogen. Da steht Pamphile als Uhu!“

Auch Ovid und Seneca berichten von solchen Strigae, die sich mittels Salbe in einen Nachtvogel verwandeln können oder auf Tieren und Gegenständen durch die Luft reiten.

## Mittelalter

### Abraham von Worms
Abraham von Worms, ein jüdischer Kabbalist, berichtete Ende des 14. Jahrhunderts in seinem Buch Des Juden Abraham von Worms Buch der wahren Praktik in der göttlichen Magie von einer Salbe, die er sowohl selbst ausprobiert wie auch nüchtern bei einer jungen Frau beobachtet habe und die bewirke, dass „ich an den Ort hinflöge, den ich mir im Herzen gewünscht hatte, ohne ihr etwas davon zu sagen“. Der Bericht enthält zwar weder Angaben zum Rezept, noch wendet Abraham den Begriff „Hexe“ auf die junge Frau an, dennoch lässt sich das Zeugnis als Beleg für den Glauben an die Existenz von „Flugsalben“ bereits im späten Mittelalter interpretieren.

### Johannes Hartlieb
Der erste Arzt des Spätmittelalters, der ein Hexensalbenrezept niederschrieb, war Johannes Hartlieb (* um 1400; † 1468), der im Dienst des Wittelsbacher Herzogs Albrecht III. stand und ihm als Berater und Leibarzt diente. Johannes verfasste um 1435/50 ein Kräuterbuch und im Jahr 1456 Das Buch aller verbotenen Künste (Originaltitel: Das puch aller verpoten kunst, ungelaubens und der zaubrey).
Da es sich um die erste bekannte Aufzeichnung eines Hexensalbenrezeptes handelt, sei hier der vollständige Text aus Hartliebs Buch wiedergegeben:

„Zu sölichem farn nützen auch man und weib, nemlich die unhulden (Unholde, Hexen), ain salb die hayst unguentum pharelis. Die machen sy uß siben krewtern (Kräutern) und prechen yeglichs krautte an ainem tag, der dann dem selben krautt zugehört. Als am suntag prechen und graben sy Solsequium, am mentag Lunariam (Lunaria), am eretag (Dienstag) Verbenam (Verbena), am mittwochen Mercurialem (Mercurialis), am pfintztag (Donnerstag) Dachhauswurz Barbam jovis, am freytag Capillos Veneris (Capillus Veneris). Daruß machen sy, dann salben mit mischung ettlichs pluotz von vogel (unter Beimischung von Vogelblut), auch schmaltz von tieren; das ich als nit schreib, das yemant darvon sol geergert werden. Wann sy dann wöllen, so bestreichen sy penck (Bänke) oder stül, rechen oder ofengabeln und faren dahin. Das alles ist recht Nigramancia (Nigromantie), und vast groß verboten ist (und ist strengstens verboten).“

Hartlieb nennt die Flugsalbe unguentum pharelis, wobei die Bedeutung des Namens pharelis nicht bekannt ist und unguentum lediglich „Salbe“ heißt.
In Hartliebs Rezept wird jede Pflanze einem Wochentag zugeordnet. Seit dem Mittelalter wurden die in Astronomie und Astrologie üblichen Planetensymbole auch für die Wochentage verwendet. In der Alchemie standen diese gleichzeitig für bestimmte Metalle. Die Kräuter wiederum wurden Planeten zugeordnet.
Das erlaubt, sechs der sieben Kräuter mit Sicherheit zu bestimmen. Das siebte Kraut wurde allerdings ausgelassen („ich als nit schreib, das yemant darvon sol geergert werden“), doch kann man getrost annehmen, dass es sich bei diesem Kraut um die Alraune gehandelt haben muss, da dieser Pflanze die größten „magischen Eigenschaften“ zugeschrieben wurden, sie ein Gewächs des Saturns (also des fehlenden Samstags) war und die halluzinogene Wirkung eine „Flugerfahrung“ ermöglicht. So könnte das Rezept wie folgt ausgesehen haben:
Eisenkraut, Mondraute, Einjähriges Bingelkraut, Donnerbart, Alraune, Frauenhaarfarn, Johanniskraut, Vogelblut, Tierschmalz.
Die Kräuter wurden wohl getrocknet, zerstoßen/zerrieben und mit dem Vogelblut sowie dem Tierschmalz zu einer Paste verarbeitet.
Dabei ist davon auszugehen, dass weder Ofengabeln noch Besen, sondern Sonnengeflecht, Halsansatz, Arm- und Kniekehlen, Handflächen und Fußsohlen damit bestrichen wurden, um eine optimale Wirkung zu erzielen.

### Heinrich Kramer
Heinrich Kramer (Institoris) beschreibt 1486 im zweiten Teil seines berühmten Hexenhammers, dass sich Hexen mittels einer Salbe in die Luft erheben könnten. Diese werde aus Extremitäten von Kindern hergestellt.

## Neuzeit

### Prozessakten der Hexenverfolgung
Aus den Prozessakten der Hexenverfolgung sind keine Rezepte bekannt. Vielmehr kannten die der Hexerei Angeklagten die pflanzlichen Bestandteile der Salbe nur vom Hörensagen oder gaben an, sie hätten die „Schmier“ (so wurde die Flugsalbe auch genannt) nicht selbst zubereitet, sondern sie vom Teufel persönlich erhalten. 1545 schrieb Andrés de Laguna (1499–1560), der unter anderem als Arzt am Hof von Karl V. wirkte, dass er eine Hexensalbe konfisziert habe. Die überlieferten Rezepte stammen von Ärzten und frühen Wissenschaftlern, was erklären könnte, dass sie in ihrer Zusammensetzung mit damals gebräuchlichen Arzneien übereinstimmen.

### Cardano
Gerolamo Cardano (1501–1576) beschrieb eine als Lamiarum unguentum („Salbe der Lamien“) bezeichnete Hexensalbe, die aus Kinderfett, Presssäften von Sellerie, Eisenkraut und Fingerkraut sowie Ruß und Mutterkorn zusammengesetzt gewesen sein soll.

### Giambattista della Porta
Oft wird im Zusammenhang mit der Frage nach den Hexensalben auf die überlieferten Rezepte des Buches Magiae naturalis sive de miraculis rerum naturalium (1558) des italienischen Naturwissenschaftlers Giambattista della Porta (1538–1615) verwiesen. Er berichtet von einer Hexenausfahrt aufgrund einer Salbe. Die von ihm wiedergegebene Rezeptur enthält vor allem die halluzinogenen Wirkstoffe alkaloidhaltiger Pflanzen (auch als „Hexenkräuter“ bezeichnet), besonders aus der Familie der Nachtschattengewächse, sowie eher symbolische Komponenten (Fledermausblut u. Ä.). Da allerdings della Portas Quellen nicht bekannt sind, lässt sich sein Bericht nicht als authentisch verifizieren.
Einige wissenschaftliche Selbstversuche, die entlang della Portas Rezeptur Anfang/Mitte des 20. Jahrhunderts durchgeführt wurden, belegen zwar die Wirksamkeit der Salbe, die Charakteristik der berichteten Räusche jedoch gilt allgemein eher als durch die Erwartungshaltung der Forscher induziert.

### Johann Weichard Freiherr von Valvasor
Johann Weichard Freiherr von Valvasor berichtet 1689 in seinem Werk Die Ehre dess Hertzogthums Crain von einer Salbe, die verursacht, dass die Hexe „vor lauter Tanzen, Fressen, Sauffen, Musik u. dergl. träumt, also dass sie vermeynet, sie sei geflogen“. Das von ihm überlieferte Rezept enthält als Wirkpflanzen „Schlaff-Nachtschatten“ und „Wolffswurtz“, beide stark giftig und berauschend.

## Andere Namen für die Hexensalbe
Die Hexensalbe taucht auch unter folgenden Namen in der alten und neuen Literatur auf: Buhlsalbe, Flugsalbe, Hexenschmiere, Schlafsalbe, Unguentum Sabbati, Unguentum pharelis, Unguentum populi („Pappelsalbe“), Unguentum somniferum („Schlafsalbe“).

### Forschungsliteratur
- Patrizia F. Ochsner: Hexensalben und Nachtschattengewächse. Nachtschatten-Verlag, Solothurn 2003, ISBN 3-907080-86-6.
- Franz-Josef Kuhlen: Zwischen 'Strafe Gottes' und 'göttlichem Werk'. Historisches zum Thema Schmerz und Schmerztherapie. In: Pharmazie in unserer Zeit. Jg. 31, 2002, S. 13–22.
- Wilfried Weustenfeld: Die Rauschdrogen der Hexen und ihre Wirkungen. Bohmeier, Lübeck 2001, ISBN 3-89094-306-3.
- Christian Rätsch: Hexensalbe. In: Enzyklopädie der psychoaktiven Pflanzen. Aarau 1998. (Wissenschaftliche Verlags-Gesellschaft, Stuttgart 1998, ISBN 3-8047-1599-0.)
- Christian Rätsch, Claudia Müller-Ebeling, Wolf-Dieter Storl: Hexenmedizin – die Wiederentdeckung einer verbotenen Heilkunst – schamanische Traditionen in Europa. 1. Auflage. Aarau 1998, ISBN 3-85502-601-7.
- Rudolf Schmitz: Usus und Abusus von Schmerz-, Schlaf- und Betäubungsmittel im Mittelalter. In: Rudolf Schmitz, Franz-Josef Kuhlen (Hrsg.): Geschichte der Pharmazie. Band 1, Eschborn 1998, ISBN 3-7741-0706-8, S. 409–416.
- Herman de Vries: Über die sogenannten Hexensalben. In: Integration. Zeitschrift für geistbewegende Pflanzen und Kultur. Heft 1, 1991, S. 31–42. ISSN 0939-4958 (mit einem ausführlichen Literaturverzeichnis)
- Christian Rätsch: Das Hexensalbenrezept des Johannes Hartlieb. In: Johannes Hartlieb: Das Buch der verbotenen Künste. München 1989, S. 257–268. (siehe Quellen)
- Rudolf Schmitz, Franz-Josef Kuhlen: Schmerz- und Betäubungsmittel vor 1600. Ein fast unbekanntes Kapitel der Arzneimittelgeschichte. In: Pharmazie in unserer Zeit. Band 18, 1989, S. 10–19.
- Gunnar Heinsohn, Otto Steiger: Die Vernichtung der Weisen Frauen. Hexenverfolgung, Kinderwelten, Menschenproduktion, Bevölkerungswissenschaft. März, Herbstein 1985. (2. Auflage. Heyne, München 1987, ISBN 3-453-00061-7, S. 64–70.)
- Hans Biedermann: Lexikon der magischen Künste. Die Welt der Magie seit der Spätantike. 3., verbesserte und erweiterte Auflage. Akademische Druck- und Verlagsanstalt, Graz 1986, S. 216–219 (Hexensalbe) und öfter. (Lizenzausgaben: Wilhelm Heyne, München 1991, ISBN 3-453-04454-1; VMA-Verlag, Wiesbaden 1998, ISBN 3-928127-59-4)
- Franz-Josef Kuhlen: Von Hexen und Drogenträumen. Arzneimittelmißbrauch in Mittelalter und früher Neuzeit. In: Deutsche Apotheker Zeitung. Band 124, 1984, S. 2195–2202.
- Franz-Josef Kuhlen: Zur Geschichte der Schmerz-, Schlaf- und Betäubungsmittel in Mittelalter und früher Neuzeit. (Diss. rer. nat. Marburg/L. 1981) (= Quellen und Studien zur Geschichte der Pharmazie. Band 19). Deutscher Apothekerverlag, Stuttgart 1983, ISBN 3-7692-0634-7, insbesondere S. 266–372.
- Franz-Josef Kuhlen: Hexenwesen – Hexendrogen. In: Pharmaziegeschichtliche Rundschau. Band 9, 1980, S. 29–31 und 46–48.
- Heinrich L. Werneck, Franz Speta: Das Kräuterbuch des Johannes Hartlieb. Graz 1980.
- W. Mrsich: Erfahrungen mit Hexen und Hexensalben. In: Unter dem Pflaster liegt der Strand. Band 5, 1978.
- Ralf Achim Grünther: Was ist Wahres an Hexensalben? In: Rolf Gehlen, Bernd Wolf (Hrsg.): Der gläserne Zaun. Aufsätze zu Hans Peter Duerrs „Traumzeit“. Frankfurt 1983. Vgl. dazu Hans Peter Duerr: Traumzeit. 6. Auflage. Frankfurt 1982.
- Friedrich Merzbacher: Die Hexenprozesse in Franken. (= Schriftenreihe zur bayerischen Landesgeschichte. Band 56). 1957. (2., erweiterte Auflage. C. H. Beck, München 1970, ISBN 3-406-01982-X, S. 147 und 158.)
- Alfred Lehmann: Aberglaube und Zauberei von den ältesten Zeiten an bis in die Gegenwart. Nach der 2., umgearbeiteten dänischen Auflage übersetzt und ergänzt von Dominikus Petersen I., 4. deutsche Auflage. Aalen 1969. (und, deklariert als 5. Auflage, 1985; Neudruck Bindlach 1990, ISBN 3-8112-0698-2, S. 52, 119, 129, 241, 622 f., 648 und 682.)
- Bernt Karger-Decker: Gifte, Hexensalben, Liebestränke. Leipzig 1967.
- Heinrich Marzell: Zauberpflanzen, Hexentränke. Brauchtum und Aberglaube. (= Kosmos-Bibliothek. Band 241). Kosmos, Stuttgart 1963. (mit Beschreibung von Selbstexperimenten zweier Forscher mit „Hexensalben“.)
- Will-Erich Peuckert: Hexensalben. In: Medizinischer Monatsspiegel. Heft 8, 1960, S. 169–174.
- Erwin Richter: Der nacherlebte Hexensabbat. Zu Will-Erich Peuckerts Selbstversuch mit Hexensalben. In: Forschungsfragen unserer Zeit. Band 7, 1960, S. 97–100.
- Siegbert Ferckel: „Hexensalbe“ und ihre Wirkung. In: Kosmos. Band 50, 1954, S. 414 f.
- Kurt Baschwitz: De strijd met den duivel. De heksenprocessen in het licht der massapsychologie. Blitz, Amsterdam 1948. Deutsche Ausgabe: Hexen und Hexenprozesse. Die Geschichte eines Massenwahns und seiner Bekämpfung. Rütten & Loening, München 1963; 2. Auflage. Gondrom, Bindlach 1990, ISBN 978-3-8112-0672-4, insbesondere S. 112–114.
- Ludwig Herold: Flugsalbe. In: Hanns Bächtold-Stäubli, Eduard Hoffmann-Krayer (Hrsg.): Handwörterbuch des deutschen Aberglaubens. (= Handwörterbücher zur deutschen Volkskunde, Abteilung I: Aberglaube). Band 2: C.M.B. – Frautragen. De Gruyter, Berlin/Leipzig 1930, Sp. 1676 f. (Nachdrucke: Berlin / New York 1987, ISBN 3-11-011194-2; Berlin 2000; Weltbild, Augsburg 2005)
- Hermann Fühner: Solanazeen als Berauschungsmittel. Eine historisch-ethnologische Studie. In: Naunyn-Schmiedebergs Archiv für experimentelle Pathologie und Pharmakologie. Band 111, 1925, S. 281–294.
- Sigmund von Riezler: Geschichte der Hexenprozesse in Bayern. Im Lichte der allgemeinen Entwicklung dargestellt. Cotta, Stuttgart 1896. (online); (Neudruck. Magnus-Verlag, ISBN 3-88400-130-2, S. 66, 130, 166, 177–179, 200 f., 256, 300 und 321.)